# Dolina Meksyku

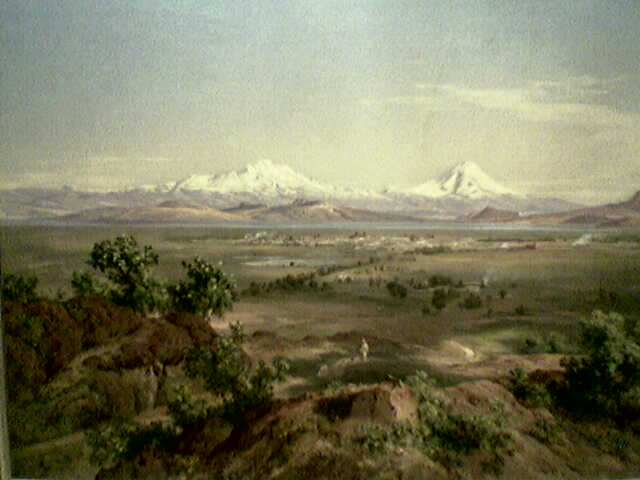
Dziewiętnastowieczny obraz przedstawiający Dolinę Meksyku

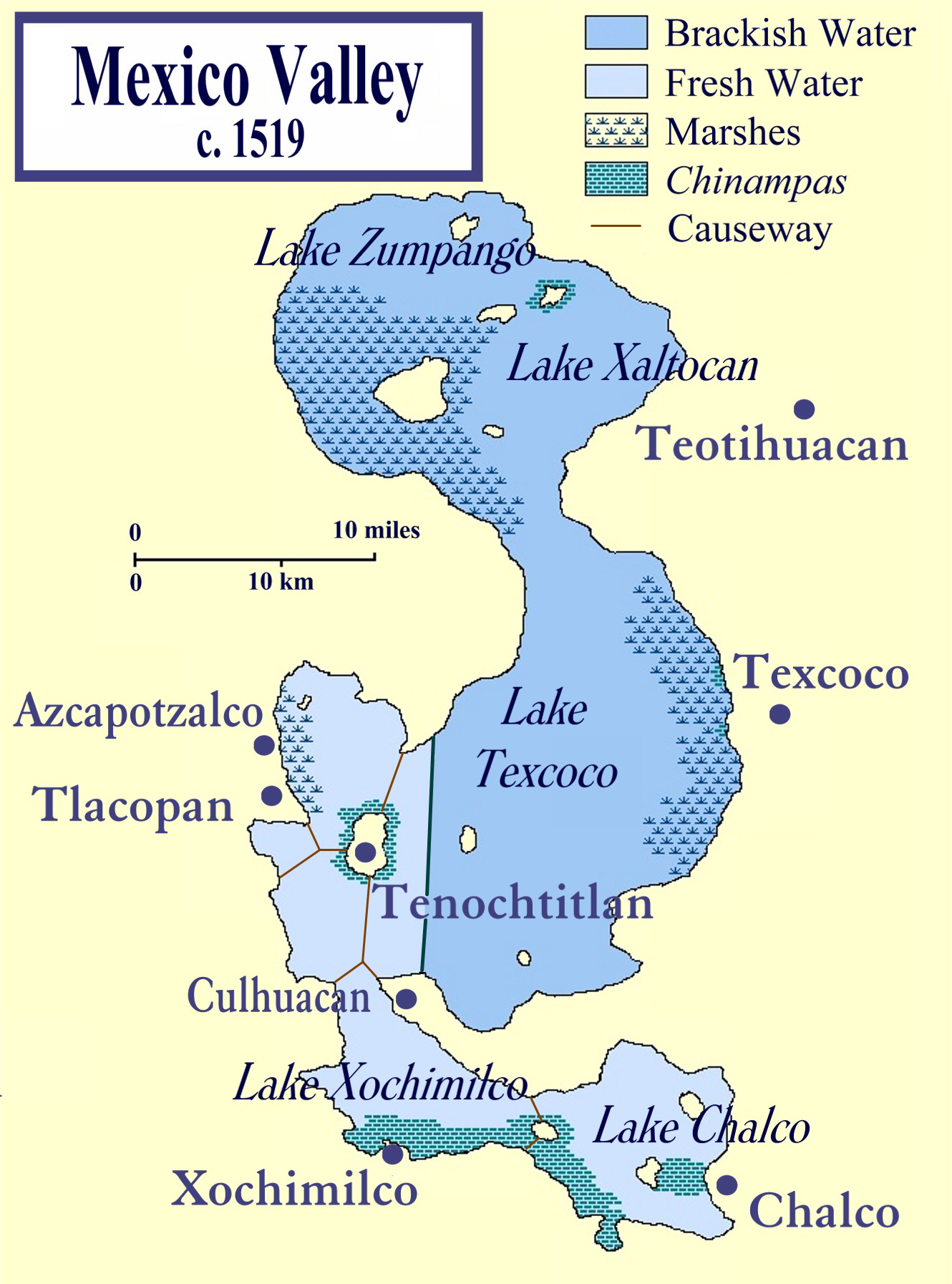
Dolina Meksyku przed podbojem hiszpańskim

Dolina Meksyku, Kotlina Meksykańska (nah. Anáhuac "Kraina między wodami") – płaskowyż w środkowej części Meksyku, w południowej części Wyżyny Meksykańskiej.
Pod względem administracyjnym obejmujący dzisiejszy Distrito Federal i wschodnią część stanu Meksyk. Kolebka szeregu ośrodków cywilizacji prekolumbijskich, takich jak Cuicuilco, Teotihuacán czy Tenochtitlán. 